# الأسبوع التجاري
الأسبوع التجاري صحيفة سعودية سابقة، تعد أول جريدة اقتصادية في المملكة، أسسها عبد العزيز مؤمنة في جدة عام 1962 (1382هـ).

## العدد الأخير
كتب عبد العزيز مؤمنة افتتاحية العدد الأخير (67) ليوم السبت 16/10/1383هـ بعنوان (لست مودِّعاً) قال فيه: «ليس هناك ما يبرر إقفال هذه الصحيفة، ولا غيرها...» واختتم بقوله: «ولكن، وحتى لو حدث ما أكره. ويكره القارئ. فإن قلمي سيظل كقلبي، يؤدي دورَه في تجديد الحياة للعقل. أنا لست عبداً لصحيفة واحدة انتهي معها يوم تغتالها يد القدر. أنا لست أحيا بامتياز صحيفة، وإنما يحيا الامتياز، وتبقى الصحيفة بي أنا. أنا لست، (العدم) أنا (الوجود)، أنا أحيا اليوم، وغداً، لن أموت - عبد العزيز مؤمنة».